# Aeroportul Kingfisher Lake
Aeroportul Kingfisher Lake (IATA: KIF) este un aeroport din Ontario, Canada.
Situat la o altitudine de 264 m, aeroportul dispune de o singură pistă. Este operat de Government of Ontario⁠(d).